# Le Peuple d'argile
Le Peuple d'argile (titre original : Kiln People) est un roman de David Brin publié en 2002. Cet ouvrage fut nommé pour le prix Hugo du meilleur roman 2003.

## Éditions
- Kiln People (janvier 2002), Tor Books, 336 pages  (ISBN 0-7653-0355-8)
- Le Peuple d'argile (mars 2004), Presses de la Cité, 616 pages, traduction de Thierry Arson  (ISBN 2-258-06142-3)